# AAA-Saison 1919
Die AAA-Saison 1919 war die elfte Saison der nationalen Automobilmeisterschaft in den Vereinigten Staaten. Sie bestand aus 21 Rennen, die zwischen dem 15. März und dem 12. Oktober ausgetragen wurden. Die Saison bestand aus einzelnen Rennen, ohne dass ein Meistertitel vergeben wurde.

## Rennergebnisse
Es gab 21 Rennen, die auf acht verschiedenen Rennstrecken ausgetragen wurden. Zwei Rennen fanden auf temporären Straßenkursen statt, alle anderen auf Ovalkursen. Davon eins auf losem Grund, eins auf Ziegelsteinen und 17 auf Holzovalen.
| Nr. | Datum         | Ort (Staat)         | Rennen / Rennstrecke                                          | Distanz (mi / km) Runden  | Sieger                     | Team Fahrzeug                                |
| --- | ------------- | ------------------- | ------------------------------------------------------------- | ------------------------- | -------------------------- | -------------------------------------------- |
| 01  | 15. März      | Santa Monica (CA)   | Santa Monica Race Santa Monica Road Race Course (T)           | 250,24 / 402,7 34 Runden  | Cliff Durant               | Chevrolet Stutz                              |
| 02  | 23. März      | Los Angeles (CA)    | All-Star Sweepstakes Ascot Speedway (UO)                      | 150 / 241,8 150 Runden    | Roscoe Sarles              | Roscoe Sarles Duesenberg                     |
| 03  | 19. Mai       | Hopwood (PA)        | Victory Sweepstakes Uniontown Speedway (HO)                   | 112,5 / 181,1 100 Runden  | Tommy Milton               | Duesenberg Bros Duesenberg                   |
| 04  | 31. Mai       | Indianapolis (IN)   | Liberty 500 Mile Sweepstakes Indianapolis Motor Speedway (ZO) | 500 / 804,7 200 Runden    | Howdy Wilcox               | Indianapolis Speedway Team Peugeot           |
| 05  | 14. Juni      | Sheepshead Bay (NY) | International Sweepstakes Heat 1 Sheepshead Bay Speedway (HO) | 10 / 16,1 5 Runden        | Tommy Milton               | Duesenberg Bros Duesenberg                   |
| 06  | 14. Juni      | Sheepshead Bay (NY) | International Sweepstakes Heat 2 Sheepshead Bay Speedway (HO) | 10 / 16,1 5 Runden        | Ralph Mulford              | Frontenac Motors Frontenac                   |
| 07  | 14. Juni      | Sheepshead Bay (NY) | International Sweepstakes Heat 3 Sheepshead Bay Speedway (HO) | 30 / 48,3 15 Runden       | Ralph Mulford              | Frontenac Motors Frontenac                   |
| 08  | 14. Juni      | Sheepshead Bay (NY) | International Sweepstakes Main Sheepshead Bay Speedway (HO)   | 50 / 80,53 25 Runden      | Ralph DePalma              | Packard Motor Co Packard 299                 |
| 09  | 04. Juli      | Tacoma (WA)         | Tacoma Race 1 Pacific Coast Speedway (HO)                     | 40 / 64,4 20 Runden       | Ralph Mulford              | Frontenac Motors Frontenac                   |
| 10  | 04. Juli      | Tacoma (WA)         | Tacoma Race 2 Pacific Coast Speedway (HO)                     | 60 / 96,6 30 Runden       | Louis Chevrolet            | Frontenac Motors Frontenac                   |
| 11  | 04. Juli      | Tacoma (WA)         | Tacoma Race 3 Pacific Coast Speedway (HO)                     | 80 / 128,7 40 Runden      | Louis Chevrolet            | Frontenac Motors Frontenac                   |
| 12  | 04. Juli      | Sheepshead Bay (NY) | Independence Auto Derby Sheepshead Bay Speedway (HO)          | 100 / 160,9 50 Runden     | Gaston Chevrolet           | Frontenac Motors Frontenac                   |
| 13  | 19. Juli      | Hopwood (PA)        | Independence Auto Derby Heat 1 Uniontown Speedway (HO)        | 22,5 / 36,2 20 Runden     | Tommy Milton               | Duesenberg Bros Duesenberg                   |
| 14  | 19. Juli      | Hopwood (PA)        | Independence Auto Derby Heat 2 Uniontown Speedway (HO)        | 22,5 / 36,2 20 Runden     | Dave Lewis                 | Meteor Motor Co Duesenberg                   |
| 15  | 19. Juli      | Hopwood (PA)        | Independence Auto Derby Heat 3 Uniontown Speedway (HO)        | 22,5 / 36,2 20 Runden     | I. P. Fetterman            | I. P. Fetterman Premier Motors oder Peerless |
| 15  | 19. Juli      | Hopwood (PA)        | Independence Auto Derby Heat 4 Uniontown Speedway (HO)        | 22,5 / 36,2 20 Runden     | Roscoe Sarles              | Barney Oldfield Miller                       |
| 16  | 19. Juli      | Hopwood (PA)        | Independence Auto Derby Uniontown Speedway (HO)               | 22,5 / 36,2 20 Runden     | Tommy Milton               | Duesenberg Bros Duesenberg                   |
| 18  | 23. August    | Elgin (IL)          | Elgin National Trophy Race Elgin Road Race Circuit (T)        | 301,842 / 485,8 36 Runden | Tommy Milton               | Duesenberg Bros Duesenberg                   |
| 19  | 01. September | Hopwood (PA)        | 3rd Annual Autumn Classic Uniontown Speedway (HO)             | 225 / 362,1 200 Runden    | Gaston Chevrolet Joe Boyer | Frontenac Motors Frontenac                   |
| 20  | 20. September | Sheepshead Bay (NY) | Sheepshead Bay Race 6 Sheepshead Bay Speedway (HO)            | 150 / 241,4 75 Runden     | Gaston Chevrolet           | Frontenac Motors Frontenac                   |
| 21  | 12. Oktober   | Sharonville (OH)    | Cincinnati Race Cincinnati Motor Speedway (HO)                | 250 / 402,3 125 Runden    | Joe Boyer                  | Frontenac Motors Frontenac                   |

- Erklärung: T: temporäre Rennstrecke, HB: Holzoval, UO: unbefestigtes Oval, ZO: Ziegelsteinoval

## Kurzmeldungen

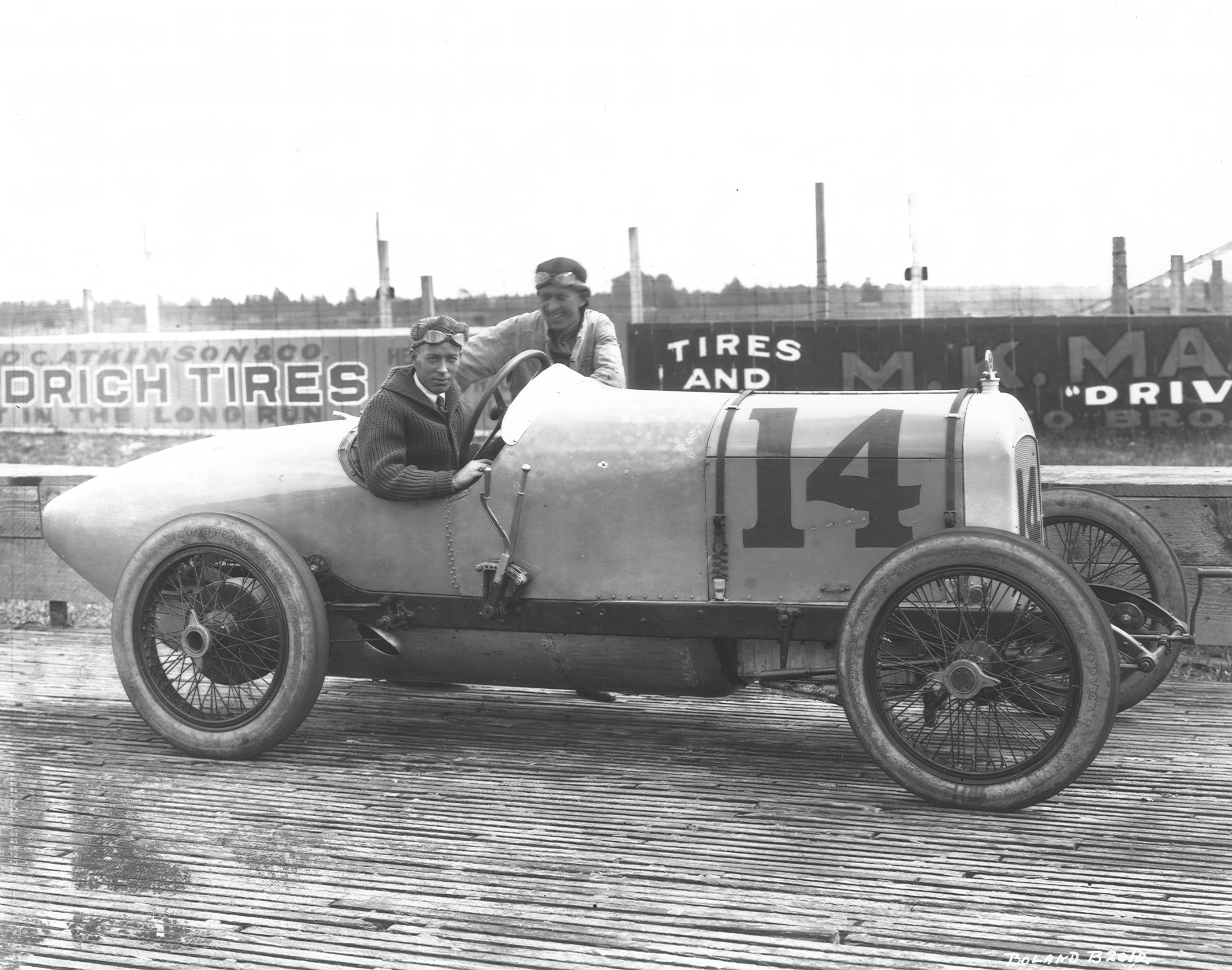
Eddie Hearne mit Mechaniker Harry Hartz auf dem Tacoma Speedway am 4. Juli

- Eddie Hearne und W. W. Brown fuhren den Saisonauftakt in Santa Monica ohne einen Stopp. Walter Melcher starb bei einem Unfall nach der ersten Runde.[6]
- Louis LeCocq, sein Mechaniker Robert Bandini und Arthur Thurman starben bei Unfällen in Indianapolis
- Ray Howards Mechaniker Emilio Jandelli starb bei einem Unfall im Training für das Independence Auto Derby in Sheepshead Bay.
- Beim 3rd Annual Autumn Classic geriet Tommy Miltons Duesenberg in Brand. Dabei erlitt er schwere Verbrennungen.
- Joe Thomas fuhr mit 15 Starts die meisten Rennen. Seine besten Platzierungen waren vier vierte Plätze.
- Erfolgreichster Fahrer nach Siegen war Tommy Milton mit fünf Siegen bei acht Starts.
- 1927 wurden für mehrere Saisons rückwirkend Meisterschaften berechnet. Nach diesen Berechnungen hätte Howdy Wilcox den Titel gewonnen. Er startete bei zwei Rennen. Wilcox gewann das 500-Meilen-Rennen in Indianapolis und wurde am 4. Juli Zweiter in Sheepshead Bay.
- Von der Zeitschrift Motor Age wurde Eddie Hearne zum Besten Fahrer des Jahres ernannt.[7]